# Hamlet
För andra betydelser, se Hamlet (olika betydelser).

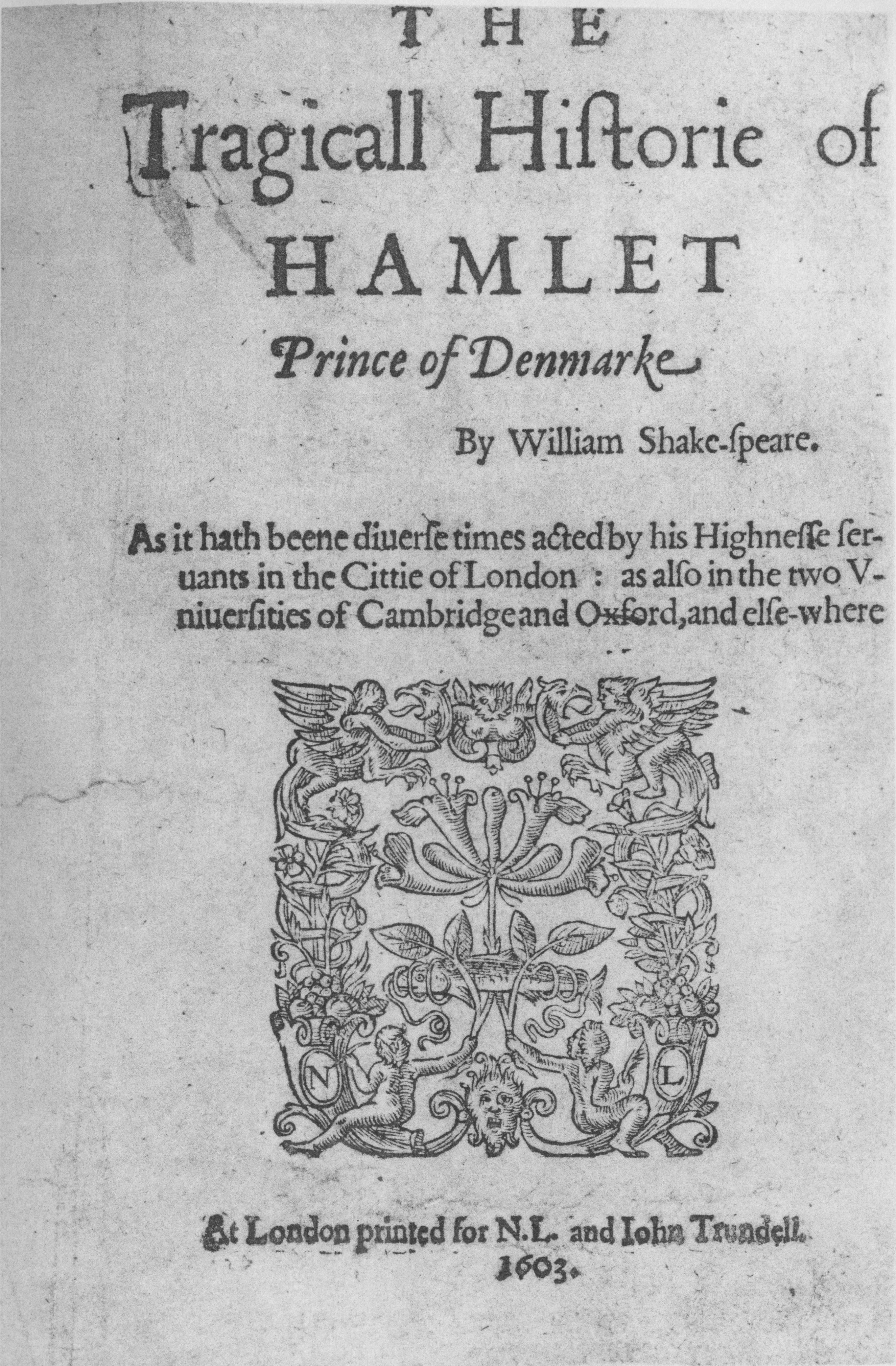
Försättsbladet till den första tryckta utgåvan av Hamlet 1603.

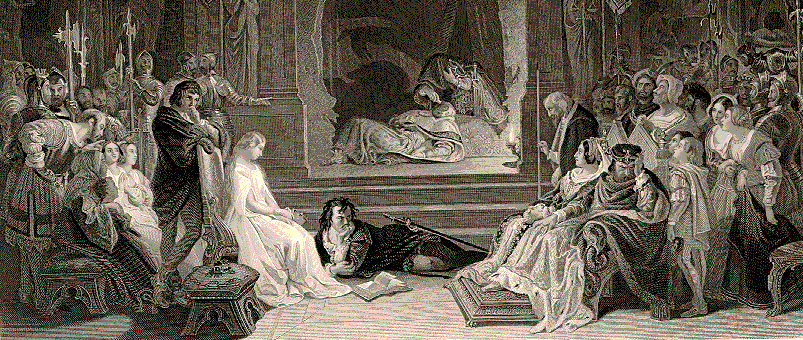
Scenen med pjäsen i pjäsen, där ett kungamord liknande det på Hamlets far spelas upp. Teckning av Daniel Maclise, ur en 1800-talsupplaga av Shakespeares verk.

Hamlet, prins av Danmark (originaltitel Hamlet, Prince of Denmark) är en tragedi av William Shakespeare. Tillsammans med Kung Lear, Macbeth och Othello brukar den räknas till Shakespeares mogna tragedier.

## Tillkomsthistoria

### Datering
Pjäsen finns inte med i den lista över tolv Shakespearepjäser som Francis Meres publicerade i Palladis Tamia 1598.
Anspelningar på aktuella händelser i texten placerar tillkomsten till mellan 1600 och 1601: I dialogen mellan Hamlet och Polonius inför skådespelarnas uppträdande nämns att Polonius spelat i Julius Caesar. Det kan syfta på Shakespeares Julius Caesar som framfördes första gången i september 1599. I andra aktens andra scen har Rosencrantz en replik om barnskådespelare: "Men här är ett näste av barn, små nykläckta ungar, som allt vad de förmår skriker ut de sista stavelserna och därigenom får grymma handklappningar. Dessa är nu på modet och kacklar så mot de simpla teatrarna -". Detta anses syfta på skådespelartruppen Children of the Chapel som bestod av pojkar och som spelade på Blackfriars Theatre omkring år 1600. Längre fram i samma scen säger Rosencrantz: "För en tid sedan ville man icke ge ett rundstycke för att se en pjäs, så framt icke poeten och skådespelaren gav sina motståndare duktiga puffar i densamma." Detta anses syfta på det så kallade War of the Theatres som var en konflikt mellan Ben Jonson på ena sidan och John Marston och Thomas Dekker på den andra. Konflikten varade mellan 1599 och 1601.
Författaren Gabriel Harvey nämner Hamlet i en marginalanteckning i ett manuskript av Geoffrey Chaucer från 1598–1601. Harvey nämner även att earlen av Essex är vid liv. Denne avrättades 25 februari 1601.
Dessa omständigheter tillsammans - om de går att tillämpa - preciserar tillkomsttiden till mellan sent 1599 och tidigt 1601.

### Pjäsens källor
Shakespeares huvudkälla var François de Belleforests Histoires tragiques som kom ut i sju volymer 1559–1582. Den femte volymen som innehåller berättelsen om Hamlet gavs ut 1570. Belleforest hade hämtat historien från Saxo Grammaticus Gesta Danorum från omkring 1200.
Belleforest tillfogade Hamlets tungsinne och den brottsliga kärleken mellan hans mor och farbror. Men Ofelias sinnessjukdom och självmord, vålnaden, pjäsen i pjäsen, dödgrävarna, narren Yorricks skalle, Laertes och Fortinbras liksom förväxlingen av vapnen under slutstriden finns bara hos Shakespeare.
Shakespeares Hamlet har däremot en hel del likheter med Thomas Kyds The Spanish Tragedy från 1582–1592: En vålnad begär hämnd; hämnaren uppvisar tecken på galenskap, riktig eller förmodad; en oskyldig kvinna dör; hämnaren har dåligt samvete för förhalningen; det finns en pjäs i pjäsen.
Det har funnits en tidigare Hamletpjäs som omnämndes av satirikern Thomas Nashe 1589. Teaterledaren Philip Henslowes räkenskapsböcker med början 1592 nämner uppförandet av en Hamletpjäs av Shakespeares trupp 11 juni 1594. Dramatikern Thomas Lodge anspelade 1596 på uppförandet av en Hamletpjäs. Denna förlorade pjäs brukar kallas Ur-Hamlet och tillskrivs ibland Thomas Kyd (på grund av den förmodade likheten med The Spanish Tragedy).

#### Hamlets mytiska ursprung
Saxo Grammaticus skrev om Amlethus, en dansk sagohjälte och kung, enligt Saxo son till kung Horvendel och drottning Gerutha. Sedan kung Horvendel blivit mördad av sin bror Fengo och denne gift sig med Gerutha, spelade deras son Hamlet galen samtidigt som han ständigt förberedde hämnd. I England, dit han skickats för att dödas, blev Hamlet mycket berömd, gifte sig och fick en krigsmakt. Han återvände till Danmark och hämnades sin far. I Gabriel Axels danska långfilm Prinsen av Jylland skildras en snarlik tidigmedeltida legend med kungasätet placerat på Jylland.

#### Etymologi
Namnet skrivs på isländska Amlóði, på forndanska Amblothe, Ambluþe och på fornsvenska amblodhe med betydelsen "dåre" i Erikskrönikan.

### Tryckningar och text
Pjäsen anmäldes för tryckning i bokhandlarskråets (the Stationers Company) register 26 juli 1602 av James Roberts med titeln The Revenge of Hamlett Prince Denmarke.
Den första kvartoupplagan med titeln The tragicall historie of Hamlet Prince of Denmarke publicerades 1603 av bokhandlarna Nicholas Ling och John Trundell och trycktes av Valentine Simms. Den är en så kallad dålig kvarto som förmodligen grundar sig på minnesavskrifter från en eller ett par skådespelare. Upplagan är 230 rader kortare än nästa kvarto.
Nästa kvarto gavs ut 1604 av Nicholas Ling och trycktes av James Roberts. Den är på omkring 4 000 rader, ett par hundra längre än folion 1623. Några kopior är daterade 1605, därför brukar upplagan dateras 1604–1605. Titelbladet anger att versionen är nyligen utökad och en sann och perfekt kopia. Upplagan saknar dock 77 rader som finns i folion, däribland påståendet att Danmark är ett fängelse. Det brukar antas att detta var av hänsyn till den nya drottningen Anna.
Nya kvartoupplagor kom ut 1611 (tryckt av George Eld) och 1622 (tryckt av William Stansby) publicerade av John Smethwick. 1623 sammanställdes den första folion av Shakespeares skådespelarkollegor John Heminges och Henry Condell och publicerades av Edward Blount och Isaac Jaggard.

## Handling

### Rollfigurer (urval)
- Hamlet, prins av Danmark
- Claudius, kung av Danmark (Hamlets farbror)
- Gertrude, drottning av Danmark (Hamlets mor)
- Polonius, kammarherre
- Horatio, Hamlets vän
- Laertes, Polonius son
- Ofelia, Polonius dotter
- Fortinbras, prins av Norge[9]

### Sammanfattning
Handlingen utspelar sig på slottet Elsinore (i svensk översättning Helsingör) i Danmark. Prins Hamlet återvänder hem från universitetet i Wittenberg för att bevista sin fars begravning. Hans farbror Claudius, den nye kungen, har gjort sin brors änka till drottning. Claudius ber Hamlet sluta sörja sin far. Laertes varnar sin syster Ofelia för Hamlets känslor för henne. Deras far och kungens rådgivare Polonius förbjuder Ofelia att träffa Hamlet.
Hamlet fördömer kungen inför Horatio och Marcellus. Hamlet får höra av en vålnad att det är Claudius som mördat fadern. Hamlet får Marcellus och Horatio  att lova att de ska tiga om Vålnaden. Hamlet är osäker på om vålnaden har talat sanning och beslutar sig för att spela galen. Ofelia berättar för Polonius att Hamlet betett sig konstigt. Polonius tror att Hamlet blivit tokig som en följd av Ofelias vägran att träffas. Kungaparet lejer Hamlets vänner Rosencrantz och Gyldenstern att spionera på honom.
En skådespelartrupp kommer på besök. Hamlet ber om lov att få lägga till några rader som han ska skriva själv. Hamlets tillägg beskriver mordet på hans far och hoppas att det skall få Claudius att avslöja sig.
Polonius ber Ofelia prata med Hamlet medan han själv och kungen tjuvlyssnar. Hamlet kommer in och talar för sig själv; "Att vara eller inte vara..." Han skäller ut Ofelia och uppmanar henne att gå i kloster. Kungen drar slutsatsen att Hamlet har hemliga planer och vill skicka honom till England för att få honom på andra tankar. Polonius tycker att drottningen ska prata med honom, medan han själv står och tjuvlyssnar.
Hamlet undervisar skådespelarna i skådespelarkonst. Hovet samlas för att se föreställningen. Gruppen spelar upp en scen där en man mördar en kung genom att hälla gift i hans öra och tar hans krona. Drottningen blir ledsen men uppvaktas av mördaren och ger efter. Claudius klarar inte av att sitta still. Polonius avbryter föreställningen. Hamlet och hans vän Horatio är överens om att vålnaden hade rätt. Polonius talar om för Hamlet att drottningen är upprörd och vill tala med honom i enrum.
Hamlet går förbi Claudius när han ber. Hamlet ser ett tillfälle att hämnas och drar sin kniv. Men han ångrar sig eftersom Claudius skulle få evig frälsning om han dödades medan han bad.
När Hamlet söker upp sin mor så gömmer sig Polonius bakom ett draperi. Hamlet och modern råkar i ett häftigt gräl. Hon ropar på hjälp. Det gör även Polonius. Hamlet sticker ner honom genom draperiet. Hamlet beklagar sitt misstag, att offret inte var kungen. Han fördömer sin mor och jämför faderns storhet med farbroderns uselhet. Modern ber honom sluta.
Kungen har bett Rosencrantz och Gyldenstern att följa med Hamlet till England. Med sig får de ett brev som skall lämnas till den engelske kungen där han uppmanas att genast döda Hamlet. Han lyckas byta ut deras brev mot ett där kungen ombeds att istället döda Rosencrantz och Gyldenstern. Hamlet lyckas återvända med ett piratskepp till Danmark. I förväg har han skickat ett brev till Horatio där han ber honom meddela kungen om hans återkomst.
Ofelia har börjat uppträda förvirrat och går och dränker sig. Hennes bror Laertes kräver hämnd för Polonius och Ofelias död. Scenen flyttas nu till kyrkogården där två dödgrävare pratar om att Ofelia skall få en kristen begravning trots att hon kanske begått självmord. Hamlet och Horatio dyker upp. Med hovnarren Yorricks skalle i handen funderar Hamlet över dödens obetvinglighet.
Hamlet luras av Claudius och Laertes till en fäktningsmatch där Laertes använder ett förgiftat svärd. Om Laertes inte skulle kunna träffa Hamlet med svärdet är reservplanen en bägare med förgiftat vin. Hamlet såras av svärdet men lyckas ändå byta vapen med Laertes och döda honom. Drottningen (som inte har en aning om planen att döda Hamlet) dricker ur bägaren med förgiftat vin. Innan Laertes dör avslöjar han komplotten för Hamlet, som i vrede även hugger kung Claudius med det förgiftade svärdet och tvingar honom att dricka av det förgiftade vinet. Horatio vill dricka av vinet men hindras av Hamlet, som vill att han skall kunna berätta historien. I slutändan dör alltså alla huvudroller förutom Horatio (och Marcellus). Den norske prinsen Fortinbras återvänder från krig i Polen och tar över den danska kronan.

### Teman, tolkningar
Pjäsen Hamlet innehåller i sin ursprungliga form en mängd tvetydigheter och frispråkiga ordval, som i senare omtryckningar och översättningar ofta mildrats, formulerats om eller helt enkelt strukits. Exempel på tvetydigheter i originalet är begreppet kloster (engelskans nunnery), som på Shakespeares tid även kunde syfta på bordell. En mängd sexuella anspelningar i 1600-talstexten var riktade till den tidens teaterbesökare, vilka var klara över ordens dubbla meningar och för vilka Shakespeares pjäser var en form av scenunderhållning.

## Översättningar till svenska
Hamlet finns i sexton tryckta originalöversättningar, dessutom tre som är gjorda direkt för teatern och ytterligare tre tryckta revisioner av andras översättningar, samt en revision gjord direkt för teatern.
1819 kom Per Adolf Granbergs fria översättning från engelskan ut; den var gjord för en uppsättning på Kungliga Dramatiska Teatern. Redan året därpå utkom Olof Bjurbäcks översättning, och 1847 kom Carl August Hagbergs version som ingick i Shakspere's dramatiska arbeten. Bd 1.
Per Hallströms översättning som kom ut 1925 ingick i Världslitteraturen: de stora mästerverken. Samma år kom Nils Molins revidering av Hagbergs översättning.
Sven Olof Roséns översättning följde 1952, följd av Torsten Friedlanders 1955, gjord speciellt för amatörteater. Björn Collinders översättning kom ut 1960, följd 1967 av Erik Lindegrens och Erik Mestertons samarbete. 1969 kom Åke Ohlmarks översättning ut i samlingsvolymen Tragedier, med den fullständiga titeln Hamlet, prins av Danmark.
1981 kom Margreta Söderwalls förkortade revision av Hagbergs översättning. Året därpå gjorde Ulf Fredriksson och Bo Hallin en revision av Hagbergs översättning för den förres uppsättning på Uppsala-Gävle Stadsteater. 1983 gjorde Gunnar Sjögren en översättning av den första kvartoupplagan från 1603 grundad på Carl August Hagbergs översättning från 1849. Allan Bergstrands översättning kom ut 1985; den spelades första gången 1967 på Folkteatern i Göteborg. Clas Zilliacus översättning kom ut 1983 och Britt G. Hallqvists 1986.
Jan Mark har översatt Hamlet två gånger; 1985 gjordes det tillsammans med Ragnar Lyth och Leon Vitali för TV-teatern och 1989 tillsammans med Peter Oskarson för Folkteatern i Gävleborg. 1995 gjorde Bengt Anderberg en nyöversättning för Unga Klara i Stockholm. 2003 kom Sture Pyks översättning ut. 2008 gjorde Ulf Peter Hallberg en översättning för Staffan Valdemar Holms uppsättning på Dramaten.
2016 utkom denna översättning i samlingsvolymen Det blodiga parlamentet - fyra tragedier. Dessförinnan gavs Sven Lenningers översättning ut 2011. Magnus Lindman gjorde 2017 en översättning för Folkteatern i Göteborg.

## Uppsättningar
Hamlet är Shakespeares utan konkurrens mest spelade pjäs, rentav den mest spelade pjäsen över huvud taget. Pjäsen i sin helhet är omkring sex timmar lång, så den spelas alltid bearbetad. Den brittiske regissören Gordon Craig, en av den moderna teaterns portalfigurer, menade efter att ha regisserat dramat att det i själva verket var ett läsdrama eftersom det är så fulländat. Efter att Shakespeare satte punkt finns inget att tillägga.

### Uppsättningar i Storbritannien och USA
När pjäsen registrerades för tryckning 16 juli 1602 angavs att den nyligen uppförts av "Lord Chamberlain his servants". Titelbladet till den första kvartoupplagan 1603 gör gällande att pjäsen spelats av King's Majesty's servants i London samt universiteten i Cambridge och Oxford. (King's Majesty's servants var det nya namnet på Shakespeares trupp sedan kung Jakob I gjort sig till dess beskyddare 1603.) Det antas att Hamlet först spelades av Lord Chamberlain's Mens ledande stjärna Richard Burbage och att när han dog 1619 togs rollen över av Joseph Taylor.
Den första dokumenterade föreställningen ägde rum på handelsskeppet Red Dragon 5 september 1607 och framfördes av besättningen. Skeppet låg för ankar utanför nuvarande Sierra Leone sex veckor efter en storm. Uppgiften kommer från Thomas Rundalls Narratives of Voyages Towards the North-East: 1496–1631 som gavs ut 1849. Rundall inkluderar utdrag ur kaptenen William Keelings loggbok. Skeppet var chartrat av Brittiska Ostindiska Kompaniet och sedan mars 1607 på väg mot Indien.
Den första dokumenterade föreställningen på engelsk mark ägde rum vid hovet vid jultid 1619.
David Garrick med sin melodramatiska spelstil var sin tids främste Hamlettolkare, men han bearbetade texten grovt. Han spelade Hamlet i 34 år, mellan 1742 och 1796 på Drury Lane Theatre i London.
En 1800-talsskådespelare som spelade Hamlet under många år var engelsmannen Edmund Kean känd för sin överdrivna spelstil med stora gester. Han spelade Hamlet mellan 1814 och 1832. Amerikanen Edwin Booth spelade den danske prinsen som en drömmare. 1863 gästspelade han med rollen i Berlin medan den övriga ensemblen spelade på tyska. 1864/65 spelade han Hamlet 100 gånger på Winter Garden Theatre i New York. Engelsmannen Henry Irving drog återigen mot en mer melodramatisk spelstil. 1874 spelade han Hamlet 200 gånger på Lyceum Theatre i London. Irving fick kritik för sin ryckiga och spretiga rolltolkning, som ansågs sakna värdighet. 1881 förnyade William Poel sättet att spela Hamlet. På St George's Hall 1881 regisserade han Hamlet utifrån 1603 års version i elisabetansk kostym. Han spelade själv huvudrollen. På Old Vic i London försökte han efterlikna den elisabetanska teatern och den enda dekoren bestod av röda draperier mot fonden. 1895 grundade han Elizabethan Stage Society.
När Arthur Hopkins spelade titelrollen i New York 1922 utnämndes uppsättningen till århundradets bästa. När Barry Jackson regisserade dramat med Birmingham Repertory Company 1925 var det första gången som Hamlet spelades i modern dräkt i Storbritannien.
John Gielgud spelade rollen över 500 gånger. Hans Hamlet var romantiskt drömande. När spelade i New York 1936 gick föreställningen 130 gånger. Året därpå regisserade Tyrone Guthrie Laurence Olivier på Old Vic. De gav titelrollen en psykoanalytisk vinkling och framställde en Hamlet med oidipuskomplex. Uppsättningen gästspelade i Helsingör. 1938 regisserade Guthrie Hamlet på nytt, nu i modern kostym och med Alec Guiness i huvudrollen. 1963 regisserade Charles Marowitz pjäsen på London Academy of Music and Dramatic Art och tillförde en speciell finess. Rosencrantz och Guildenstern hade ena ansiktshalvan svartsminkad så att de kunde dyka upp och försvinna omärkligt mot den mörka fonden.
1963 regisserade Laurence Olivier pjäsen med Peter O'Toole i titelrollen på Royal National Theatre i London. Säsongen 1964 regisserade John Gielgud Richard Burton på Lunt-Fontanne Theatre på Broadway i New York. Föreställningen gick 137 gånger och Richard Burton nominerades till sin tredje Tony Award. 1965 regisserades Hamlet av Peter Hall med Royal Shakespeare Company. Prinsen spelades av David Warner som en modern, verbal student. Buzz Goodbodys Hamlet på Royal Shakespeare Companys studioscen the Other Place i Stratford-upon-Avon med Ben Kingsley kallades enastående och häpnadsväckande av kritikerna.
1995 spelade Ralph Fiennes Hamlet på Broadway och vann också han en Tony Award för sin prestation. 2009 hyrde teatern Donmar Warehouse in sig på Wyndham's Theatre i West End där de gav Hamlet med Jude Law i titelrollen. Föreställningen gästspelade på Kronborgs slott i Helsingör och gick sedan 12 veckor på Broadway. När David Tennant spelade Hamlet hos Royal Shakespeare Company i regi av Terry Hands, också 2009, kallades Tennant för den nya tidens Hamlet av The Guardians kritiker.

### Uppsättningar i Tyskland
1809 tolkade den tyske skådespelaren Pius Alexander Wolff Hamlet i August Wilhelm Schlegels översättning enligt Johann Wolfgang von Goethes analys i romanen Wilhelm Meisters läroår. Goethe regisserade själv Hamlet 1795 på Deutsches Nationaltheater i Weimar.
En tysk 1800-talsskådespelare som ägnade många år åt Hamlet var Gustav Emil Devrient, han spelade rollen över 150 gånger, bland annat på gästspel i London.
En betydande Hamlettolkare i Tyskland under början av 1900-talet var Josef Kainz. Han gjorde prinsen mer intelligent och snabbtänkt. Hans tolkning inspirerade Max Reinhardt som satte upp Hamlet första gången 1909 på Deutsches Theater i Berlin. Reinhardt regisserade pjäsen flera gånger, med Alexander Moissi och Albert Bassermann i titelrollen. 1920 gjorde han en version med modern kostym. 1926 återvände Alexander Moissi till rollen, denna gång på Deutsches Volkstheater i Wien.
1926 regisserade Leopold Jessner en uppseendeväckande version på Schauspielhaus Berlin. Han förlade handlingen till kejsartidens Tyskland och pekade på den utbredda korruptionen. När kungaparet intog logen för att se Hamlets spel Råttfällan, framförde ensemblen stående Deutschland, Deutschland über alles.
Under nazitiden lämnade Max Reinhardt, Leopold Jessner, Bertolt Brecht, Kurt Weill och Marlene Dietrich och andra bemärkta personer inom film och teater landet. En som blev kvar var Gustaf Gründgens som spelade Hamlet 1936.
Benno Besson, som var regissör på Volksbühne i dåvarande Östberlin, satte upp Hamlet flera gånger. 1979 regisserade han pjäsen på Lilla Teatern i Helsingfors med Asko Sarkola. Han arbetade med speciella tygmasker som förstärkte skådespelarnas kroppsspråk och intensifierade ensemblespelet. Skådespelarna kunde dyka upp och försvinna genom kulisserna blixtsnabbt. 1977 regisserade han en version som spelades på Avignonfestivalen.
Peter Zadek, som studerat Shakespeare i Oxford, har regisserat en serie banbrytande Shakespeareuppsättningar, däribland två Hamlet. 1977 på Schauspielhaus Bochum och 1999 på Deutsches Volkstheater i Wien. Zadek har utvecklat en antiintellektuell spelstil med ett stundtals chockerande utspel. Uppsättningen 1977 improviserades fram. 1982 satte Klaus Michael Grüber upp Hamlet på Schaubühne am Lehniner Platz i Berlin med Bruno Ganz i titelrollen. 1990 iscensatte dramatikern Heiner Müller Hamlet på Deutsches Theater i dåvarande Östberlin. Han integrerade sin egen Hamletmaskinen i föreställningen.

### Uppsättningar i Frankrike
Sarah Bernhardt spelade titelrollen 1899 på hennes egen Théâtre de la Renaissance i Paris, hon är inte den enda kvinnan som spelat Hamlet, men den mest berömda. Hon spelade i byxor och menade att en erfaren kvinnlig skådespelare hade de bästa förutsättningarna för att spela en mycket ung man. Samma år gästspelade hon i London och blev väl mottagen. Hennes rolltolkning finns bevarad i en fem minuter lång stumfilm från år 1900.
År 1913 hade Aurélien Lugné-Poë stora framgångar med sin för franska förhållanden revolutionerande Hamlet på Théatre de l'Œuvre i Paris, i följsam översättning av Georges Duval, på en scen med minimal dekor bestående av några normandiska bågar på den bakre delen av scenen. Själv spelade han Polonius medan hans hustru Suzanne Desprès spelade Hamlet.
Efter andra världskriget har en stark Hamlettradition utvecklats i Frankrike. Daniel Mesguich, som arbetat med Ariane Mnouchkine, har satt upp pjäsen två gånger: 1977 på Théâtre des Amandiers i Nanterre och 1987 på Théâtre Gérard-Philipe i Saint-Denis, båda utanför Paris. 1987 gjorde han en psykoanalytisk tolkning och lät flera skådespelare framföra titelrollen i en scenografi gjord av speglar, även på golvet; 1987 spelade han själv med som en regissör som styrde spelet från kulisserna. 1983 satte Antoine Vitez upp pjäsen på Théâtre National de Chaillot i Paris i översättning av Raymond Lepoutre. Föreställningen varade i sex timmar på en naken vit scen med ett djupt perspektiv, med tidlös kostym. 1988 regisserade Patrice Chéreau en version, i översättning av Yves Bonnefoy, som fokuserade på prinsen mentala instabilitet. Uppsättningen spelades även på Avignonfestivalen. 1994 gästregisserade Terry Hands Hamlet på Théâtre Marigny i Paris och 2000 sattes pjäsen upp av Peter Brook på Théâtre des Bouffes-du-Nord i samma stad.

### Uppsättningar i Östeuropa
Under början av 1900-talet satte den polske teatermannen Stanisław Wyspiański upp Hamlet i Kraków. Han kom att inspirera Gordon Craig som kallade honom "den mest universelle teaterkonstnären".
Den mest omtalade Hamletuppsättningen någonsin var samarbetet på Konstnärliga teatern i Moskva mellan Gordon Craig och Konstantin Stanislavskij  1912. Samarbetet var inte gnisselfritt. Craig strävade efter en stiliserad spelstil med ordet i centrum medan Stanislavskij eftersträvade psykologisk realism baserad på hans eget system. Det var Stanislavskij som ledde de flesta repetitionerna, Craig deltog bara de fjorton sista dagarna. Till föreställningen hade Craig konstruerat ett sinnrikt system av flyttbara skärmar som kunde åstadkomma olika scenrum smidigare än vanliga kulisser. Till alla bekymmer hörde att skärmarna blev för tunga att flyttas så som det var tänkt.
1954 regisserade Nikolai Okhlopkov Hamlet på Majakovskijteatern i Moskva. Scenen bestod av hyllor med trånga kvadratiska fack där skådespelarna trängdes för att poängtera att Hamlet bafann sig i ett mentalt och socialt fängelse.

### Uppsättningar i Sverige

#### Svensk premiär 1787 och landsortsturnéer
Den svenska urpremiären av Hamlette ägde rum den 24 januari 1787 på Comediehuset (Teatern vid Sillgatan) i Göteborg, i en översättning direkt från engelska. Uppsättningen väckte stort uppseende och gavs fem gånger fram till 6 mars. På grund av pjäsens längd började föreställningarna redan klockan 16:00. Hamlet spelades av den blott tjugoårige teaterdirektören Andreas Widerberg, som med tiden blev specialist på att spela älskarroller. Widerberg prisades "för den styrka i teatraliska vägen, som han i denna roll visat". Widerberg fick beröm för sina "bildsköna anletsdrag, ett hufvud à l'antique". Han spel "tycktes komma ur själens djup, hade alltid det sanna uttryck, som karaktär och situation krävde, och hans spel erhöll härigenom en naturlighet, ett rörande behag". Det kan antas att det även var Widerberg som gjorde översättningen, då han senare var en flitig översättare åt Dramaten.
Senare samma årtionde spelades Hamlet även på Karlskrona teater. Pjäsen gavs på nytt på Sillgateteatern i Göteborg 4 mars 1791 i en ny tolkning som också den vilade på engelsk grund. Föreställningen spelades av Lovisa Simsons sällskap under ledning av Johan Petersson. Återigen spelades huvudrollen av Andreas Widerberg. Föreställningen spelades i ny, utökad dekor "med flere förändringar under öpen Ridau". 1817 gavs Hamlet i Linköping under Erik Wilhelm Djurströms ledning.

#### Premiär på Dramaten 1819
1791 skrev Dramatens biträdande chef Abraham Niclas Edelcrantz som sett pjäsen i Hamburg att den var "full av löjligheter och absurditeter". Först 26 mars 1819 introducerades Hamlet i Stockholm av Dramaten på Arsenalsteatern (Kungliga Mindre Teatern) i fri prosaöversättning från engelskan av Per Adolf Granberg och i bearbetning av teaterchefen Gustaf Fredrik Åkerhielm - första gången över huvud taget som Shakespeare spelades i Stockholm. Översättningen fick bister kritik, översättarna hade "på det liderligaste tillhunsat pjäsen" men "att detta stora mästerstycke kan aldrig totalt förstöras". Översättarna hade överfört pjäsen till prosa utom teaterscenen som delvis var skriven på alexandriner. Åkerhielm hade skrivit om Hamlets tal till skådespelarna till en programförklaring för Kungliga teatern. Hamlets slutreplik "the rest is silence" hade byggts ut till ett långt samtal mellan Hamlet och vålnaden med styckets sensmoral. Bearbetningen var gjord i franskklassisk smak. Hamlets Englandsresa, Fortinbras och kyrkogårdsscenen var strukna. Huvudrollen spelades av den fyrtiofyraårige Gustaf Åbergsson, ännu en specialist i älskarfacket, som på ett patetiskt deklamatoriskt sätt framställde Hamlet som en mogen man. Åbergsson hade studerat François-Joseph Talma i rollen i Paris. Översättningen till trots blev uppsättningen en stor kritikersuccé. För Åbergsson blev Hamlet en stor framgång, däremot ansågs den fyrtioettåriga comediennen Karolina Åbergsson misslyckad i en tragisk roll som Ofelia. Pjäsen gavs på Arsenalsteatern 10 gånger och sedan på Gustavianska operahuset. Fram till 1845 gavs pjäsen sammanlagt 47 gånger.

#### Hamlet i landsorten och i Stockholm
Innan Hamlet nådde Stockholm spelades den av flera andra landsortssällskap. 1817 spelades Hamlet av Fredrik Wilhelm Ståhlbergs sällskap i landsorten. 1818 spelades pjäsen på nytt i Göteborg, denna gång av Johan Anton Lindqvists sällskap på den stora Segerlindska teatern på Södra Hamngatan med premiär 9 juni. Den gavs då tre gånger. Hamlet spelades fortfarande av Andreas Widerberg som då var 52 år. 2 april 1819 spelades Hamlet, prins af Dannemark i Norrköping. Från 11 december 1820 spelade paret Åbergsson Hamlet på Segerlindska teatern i Göteborg. De spelade samma översättning och bearbetning som på Dramaten. Fram till 18 maj 1821 spelades fem föreställningar. Erik Wilhelm Djurströms sällskap spelade Hamlet runt om i landet våren 1821. Detta var dock inte originalet utan Friedrich Ludwig Schröders adaption med lyckligt slut. Därefter spelades pjäsen på Segerlindska teatern i Göteborg 3 februari 1826 av Fredrik Julius Widerbergs sällskap. Uppsättningen blev en kritikerframgång men den famfördes endast en gång. Hamlet spelades av F. J. Widerberg själv. Nästa gång pjäsen spelades i Göteborg var 7 maj och 22 november 1829 av Josef August Lamberts sällskap på Sillgateteatern. Hamlet spelades av Karl Broman. Sedan spelades Hamlet i Göteborg 22 september 1835 av Johan Henrik Halls sällskap, därpå 26 augusti 1842, 15 april 1844 samt 1847 och 1849. Först 1860 spelades Hagbergs översättning.
Efter Åbergsson togs rollen på Dramaten över av Ulrik Torsslow (från 17 september 1820), han var bara 18 år gammal. Vid reprisen 1820 togs Ofelias roll över av den 24-åriga M. C. Wickström. Dramaten repriserade Hamlet även 1831 men den gavs då bara två gånger. 17 april 1837 hade pjäsen ännu en nypremiär på Dramaten, nu på Gustav III:s opera med Emilie Högquist som en uppburen Ofelia. Från denna tid togs huvudrollen över av Nils Almlöf och Georg Dahlqvist som alternerade, vilket de gjorde fortfarande vid nyreprisen 1841. Almlöf ansågs starkare i monologerna medan Dahlqvist överdrev i deklamation och gester. Ofelia kreerades alltjämt av Emelie Högquist.

#### Carl August Hagbergs översättning och Edvard Swartz i titelrollen
Från 1853 började Dramaten använda Carl August Hagbergs nya översättning medan man fortfarande höll till på operahuset. Premiären ägde rum 7 november. Uppsättningen gavs under tre novemberveckor hela 11 gånger. Titelrollen spelades av Edvard Swartz som skulle fortsätta med det i 27 år. Swartz spelstil var något helt nytt. Han var varken klassiskt deklamatorisk eller romantiskt passionerad utan han hade tillgodogjort sig ett detaljerat psykologiskt studium med en stillsam balans mellan tanke och känsla. Vid premiären spelades Ofelia av Zelma Hedin som fick blandad kritik. Ofelia togs därefter över av den blivande stjärnan Elise Hwasser som ansågs poetisk och rörande. Uppsättningen repriserades därefter så gott som varje säsong. 1862 gjorde Dramaten en nyinstudering med ny besättning, förutom Swartz i huvudrollen och med ny dekor. Till 300-årsminnet av Shakespeares födelse 1864 hade uppsättningen nypremiär, fortfarande på den stora scenen i operahuset.

#### Tronskifte i titelrollen: August Lindberg

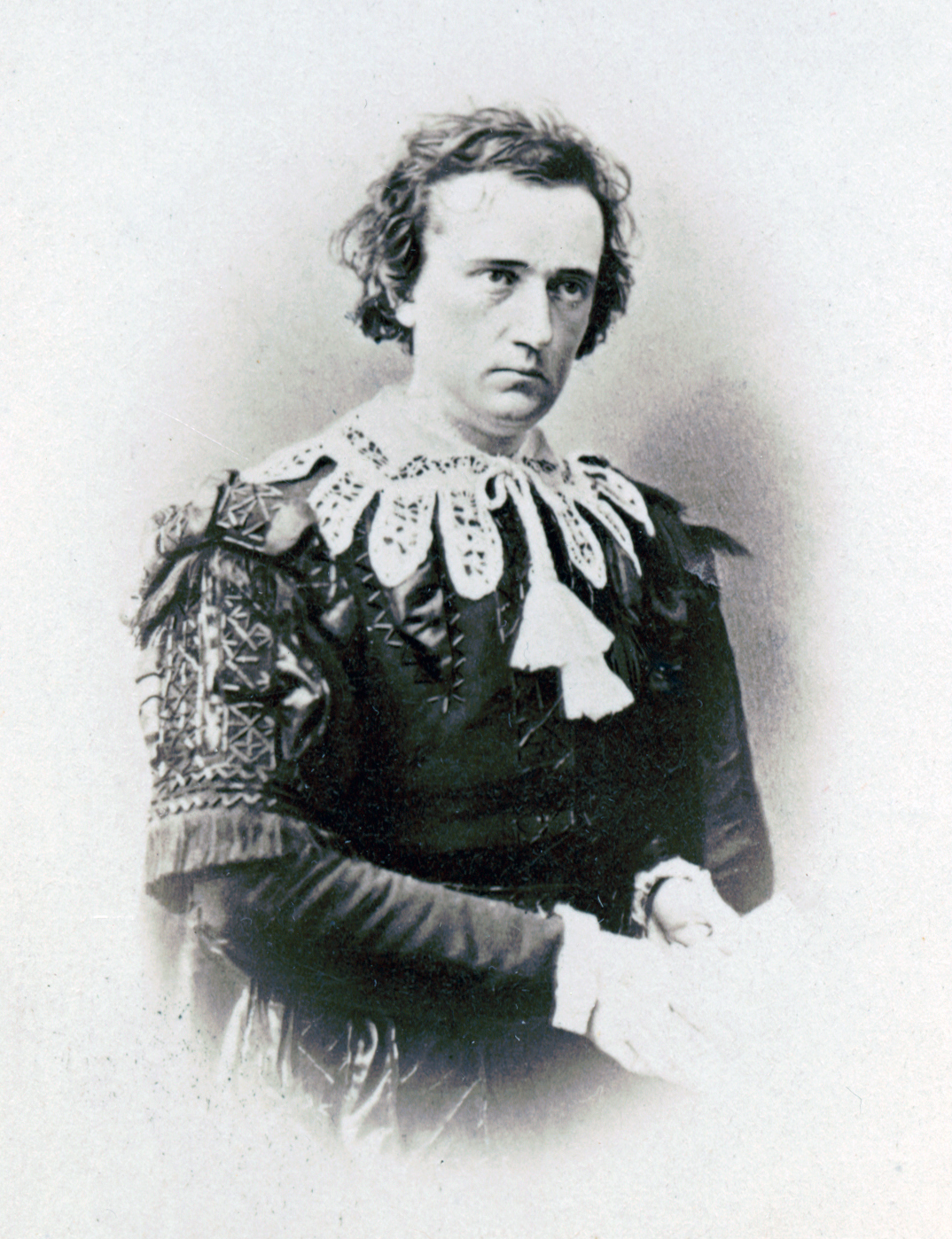
Edvard Swartz som Hamlet 1853.

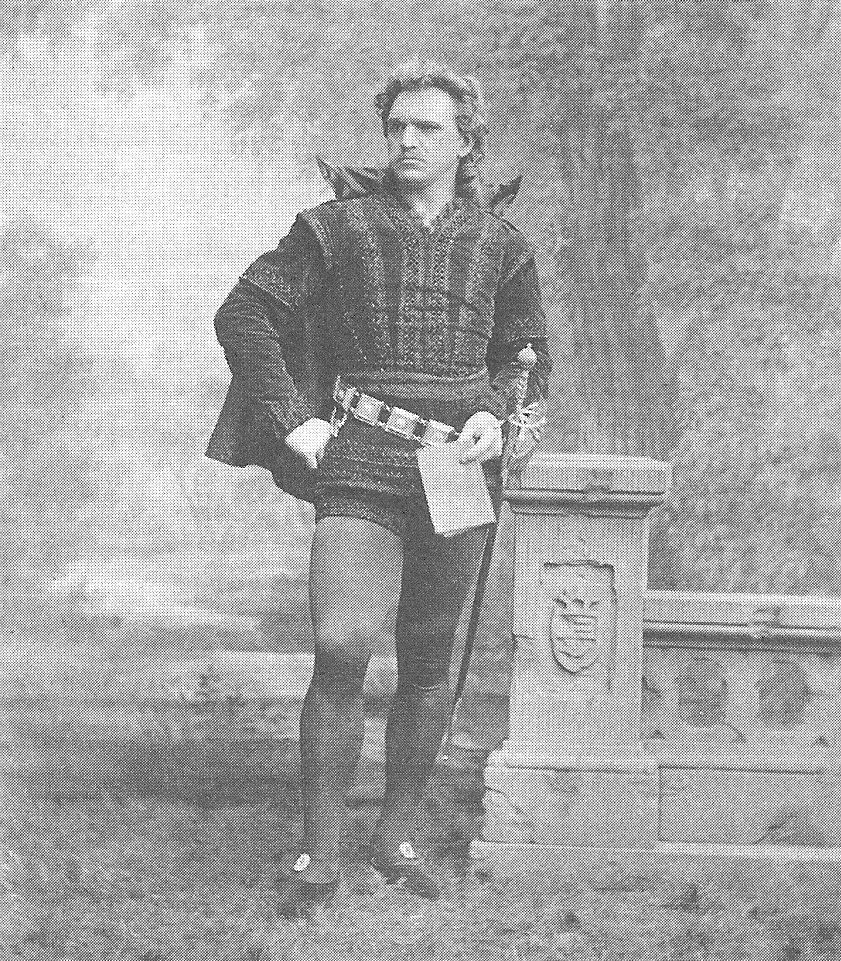
August Lindberg som Hamlet 1879.

1877 orsakade August Lindberg Hamlet-feber i landet  med sin expressiva spelstil på turné med Thérèse Elfforss sällskap genom Sverige, premiären ägde rum i Sundsvall 28 september. Lindberg hade studerat in rollen redan 1874 under Axel Bosins ledning, då han var anställd vid Svenska Teatern i Helsingfors. 18 september 1879 spelade Lindberg för första gången Hamlet i Stockholm på Nya teatern under Ludvig Josephsons ledning och i dennes bearbetning. Ofelia spelades av Lotten Dorsch som var "djupt stämningsfull". I övrigt blev uppsättningen ett fiasko. 16 december 1880 spelade Edvard Swartz sin sista Hamlet på den stora scenen i operahuset. Han var då 54 år gammal. Swartz prins var en grubblare medan Lindbergs var viljestark och handlingskraftig. Från 1882 fortsatte Lindbergs Hamlettolkning, nu med hans eget sällskap. 1884 fick Lindberg spela rollen och även regissera föreställningen på dåvarande Dramaten (fortfarande på stora scenen i operahuset) och bröt då med den teaterns deklamatoriska spelstil. Han införde även ensemblespel, inspirerad av Meiningarna i Thüringen, ensemblen var mycket tongivande i Europa från mitten av 1870-talet. 1885 och 1886 gästspelade italienaren Ernesto Rossi med Hamlet i Stockholm. Lindberg hade kunnat studera hans Shakespearetolkningar i Paris 1875. 1897 återvände Lindberg till Dramaten med att på nytt både spela och regissera Hamlet (denna gång på nya Mindre Teatern, första gången Hamlet spelades där). 1897 var även sista gången Lindberg spelade Hamlet, när han var 51 år gammal. Lindberg hade då spelat rollen över 500 gånger.

#### Uppsättningar i Sverige sedan år 1900

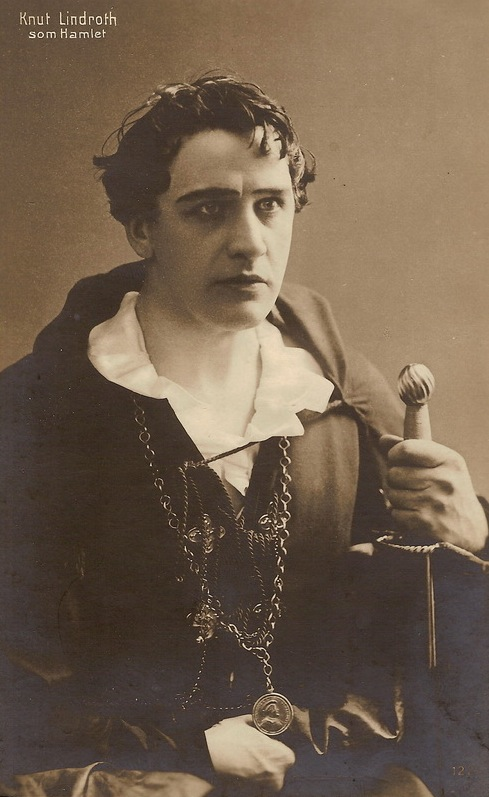
Knut Lindroth som Hamlet i början av 1900-talet.

- 1902 Théâtre de la Renaissance, med Sarah Bernhardt, gästspel i Stockholm[66]
- 1905 Knut Lindroths turné, översättning Carl August Hagberg, med Knut Lindroth, Victor Sjöström, Manda Björling & Oscar Winge[67]
- 1912 Knut Lindroths sällskap på Stora Teatern, Göteborg, med Knut Lindroth[67]
- 1914 Dramaten, regi Tor Hedberg, med Anders de Wahl & Maria Schildknecht[68]
- 1917 Nya Teatern, Göteborg, regi Hjalmar Selander[69]
- 1920 Lorensbergsteatern, Göteborg, regi Per Lindberg, med Gabriel Alw & Gerda Lundequist[70]
- 1922 Svenska Teatern, Stockholm, regi Gunnar Klintberg & Ingolf Schanche[71]
- 1925 Radioteatern (scener), med Gustaf Molander[72]
- 1925 Knut Lindroth[67]
- 1926 Konserthuset, Stockholm, regi Per Lindberg[73]
- 1928 Radioteatern, regi Olof Molander, med Gabriel Alw[72]
- 1928 Radioteatern, regi Olof Molander, med Gustaf Molander[72]
- 1929 Radioteatern (scener), regi Olof Molander, med Gabriel Alw[72]
- 1933 Lorensbergsteatern, gästspel av Haileybury[74]
- 1934 Vasateatern, Stockholm, regi Per Lindberg, med Gösta Ekman[75][76]
- 1934 Radioteatern, regi Carl Anders Dymling, med Gabriel Alw[72]
- 1935 Göteborgs stadsteater, regi Knut Ström[77]
- 1938 Radioteatern, regi Knut Ström, med Sven Miliander[72]
- 1942 Dramaten, regi Rune Carlsten, med Lars Hanson, Karin Kavli, Gunn Wållgren, Torsten Lilliecrona & Henrik Schildt[68]
- 1942 Radioteatern, regi Rune Carlsten, med Lars Hanson[72]
- 1943 Riksteatern, regi Per Lindberg[78]
- 1945 Malmö stadsteater, översättning Carl August Hagberg, regi Sandro Malmquist, med Georg Årlin[79]
- 1947 Göteborgs stadsteater på Lisebergs konserthall, regi Kolbjörn Knudsen[80]
- 1948 Svenska Teatern, Helsingfors på Kungliga Operan, regi Gerda Wrede[81]
- 1948 Stockholmsteatern på Cirkus, regi Henrik Dyfverman[82]
- 1948 Radioteatern, översättning Carl August Hagberg & Nils Molin, regi Bengt Ekerot, med Kolbjörn Knudsen, Per Oscarsson & Karl-Magnus Thulstrup[72][83]
- 1950 gästspel av Nationaltheatret, Oslo i Blå hallen, Stockholm, regi Hans Jacob Nilsen[84]
- 1950 Stadsteatern-Norrköping-Linköping, översättning Carl August Hagberg, regi Johan Falck, med John Harryson[85]
- 1953 Boulevardteatern, Stockholm, regi Bengt Blomgren[86]
- 1953 Göteborgs stadsteater, regi Bengt Ekerot, med Per Oscarsson[87]
- 1954 TV-teatern, översättning Carl August Hagberg, regi Alf Sjöberg, med Bengt Ekerot, Edvin Adolphson, Birgitta Valberg & Anita Björk[88]
- 1954 Dramaten, regi Bengt Ekerot[68]
- 1954 Radioteatern, regi Bengt Ekerot, med Per Oscarsson[72][83]
- 1956 Uppsala-Gävle Stadsteater[89]
- 1960 Dramaten, översättning Carl August Hagberg, regi Alf Sjöberg, med Per Myrberg, Erland Josephson, Sven-Bertil Taube, Hans Strååt, Bengt Eklund, Ulf Palme, Inga Tidblad, Christina Schollin & Monica Nielsen[68][90]
- 1960 Radioteatern, översättning Carl August Hagberg, regi Alf Sjöberg, med Bengt Eklund, Inga Tidblad, Ulf Palme, Jan Malmsjö, Christina Schollin, Erland Josephson, Sven-Bertil Taube, Monica Nielsen, Henrik Schildt & Helge Skoog[83]
- 1960 Helsingborgs stadsteater, översättning björn Collinder, regi Frank Sundström, med Harriet Andersson[91]
- 1963 Stadsteatern Norrköping-Linköping, översättning Carl August Hagberg, regi Lars Barringer, med Dan Sjögren[92]
- 1967 Stockholms stadsteater, regi Frank Sundström, med Jarl Kulle[93]
- 1967 Folkteatern, Göteborg, översättning Allan Bergstrand, regi Charles Marowitz,[94] med Ivar Wiklander
- 1968 Borås stadsteater, regi Hans Råstam[95]
- 1970 Riksteatern, regi Bengt Blomgren[96]
- 1971 Malmö stadsteater, översättning Allan Bergstrand, regi Lennart Olsson, med Halvar Björk & Betty Tuvén[97]
- 1974 Dramaten, översättning Allan Bergstrand, regi Lars Göran Carlson, med Jan Malmsjö, Georg Rydeberg, Gunnel Broström, Sigge Fürst, Börje Ahlstedt, Marie Göranzon & Stellan Skarsgård[68]
- 1974 Hamlet i källaren, gästspel av Ateljé 212, Belgrad på Stadsteatern Norrköping-Linköping, regi Slobodanka Aleksic[98]
- 1977 Göteborgs stadsteater, översättning Allan Bergstrand, regi Ola Lindegren & Tomas von Brömssen, med Niklas Falk, Kerstin Tidelius & Kent Andersson[99]
- 1979 gästspel av Old Vic på Riksteatern, regi Toby Robertson, med Derek Jacobi[100]
- 1979 gästspel av Lilla Teatern, Helsingfors i Stockholm[101]
- 1980 TV-teatern[101]
- 1982 Uppsala-Gävle Stadsteater, översättning Carl-August Hagberg, Ulf Fredriksson & Bo Hallin, regi Ulf Fredriksson, med Tord Peterson & Rolf Lassgård[102]
- 1982 Progressteatern, Stockholm[101]
- 1983 Riksteatern, översättning Carl August Hagberg & Gunnar Sjögren, regi Hans Råstam[103]
- 1983 Scenskolan i Göteborg, regi Sven Wollter, med Stefan Sauk[104]
- 1985 TV-teatern, översättning Jan Mark, Ragnar Lyth & Leon Vitali, regi Ragnar Lyth, med Stellan Skarsgård, Pernilla August, Mona Malm, Frej Lindqvist & Dan Ekborg[105]
- 1986 Pistolteatern, översättning & regi Erik Appelgren[106]
- 1986 Dramaten, översättning Britt G. Hallqvist, regi Ingmar Bergman, med Peter Stormare, Örjan Ramberg, Börje Ahlstedt, Gunnel Lindblom, Ulf Johanson, Pernilla August & Johan Rabaeus[68][107]
- 1987 Det Norske Teatret, Oslo, på Göteborgs stadsteater, översättning Hartvig Kiran & Svein Selvig, regi Stein Winge, med Bjørn Sundquist[107]
- 1989 Borås stadsteater, översättning Britt G. Hallqvist, regi Thomas Müller[108]
- 1989 Den tragiska berättelsen om Amledo, prins av Danmark, Folkteatern i Gävleborg, översättning Jan Mark & Peter Oskarson, regi Peter Oskarson, med Tomas Di Leva & Rolf Lassgård[109]
- 1990 Hamlet in Noh-style, The Noh Shakespeare Group of Japan på Marionetteatern, Stockholm, regi Kuniyoshi Munakata[110]
- 1991 Spegelteatern vid Gripsholms slott, översättning Britt G. Hallqvist, regi Peter Böök[111]
- 1991 Hamlet - en stand up, Teater Pero, regi Peter Engqvist[112]
- 1991 Skalle, Teater Abovo, Stockholm, översättning Britt G. Hallqvist, regi Rogelio Duran[113]
- 1991 Strandberg-Zell teaterproduktion, Borrby, översättning Carl August Hagberg, regi Anita Blom[114]
- 1991 Studioteatern, Malmö, översättning Britt G. Hallqvist, regi Tore Saether[115]
- 1992 larssons teater, översättning Carl August Hagberg, regi Sören Larsson[116]
- 1992 Riksteatern, översättning Britt G. Hallqvist, regi Jan Bergman, med Samuel Fröler[117]
- 1993 Berättelsen om prins Hamlet, Angereds Teater, regi ensemblen[118]
- 1994 Västerbottensteatern, regi Michael Cocke[119]
- 1994 Den tragiska historien om Hamlet, Prins av Danmark Teater Blok, Stockholm, översättning Carl August Hagberg, regi Jan Abrahamsson[120]
- 1995 Malmö stadsteater, översättning Björn Collinder, regi Staffan Valdemar Holm[121]
- 1995 Unga Klara, översättning Bengt Anderberg, regi Etienne Glaser, med Ann Petrén Per Sandberg, Simon Norrthon & Leif Andrée[122]
- 1995 Radioteatern, översättning Britt G. Hallqvist, regi Harald Stjerne, med Björn Kjellman, Björn Granath, Anders Ahlbom Rosendahl, Rolf Skoglund, Bibi Andersson & Marie Göranzon[83]
- 1996 Farbror Sven berättar Hamlet, bARBIE-q pERFORMING aRT aCADEMY, Stockholm, regi Sven Wagelin-Challis[123]
- 1996 Västanå Teater, översättning Britt G. Hallqvist, regi Leif Stinnerbom[124]
- 1997 Göteborgs stadsteater, översättning Bengt Anderberg, regi Jasenko Selimović, med Cecilia Frode[125]
- 1997 Shikasta, översättning Britt G. Hallqvist, regi Leif Stinnerbom, med Susan Taslimi[126]
- 1999 Hamlet - Prins av Danmark, Folkteatern i Gävleborg, översättning Jan Mark & Peter Oskarson, regi Tomas Lindström[127]
- 1999 Teaterhögskolan i Stockholm, översättning Britt G. Hallqvist, regi Lennart Hjulström, med Lina Englund & Annika Hallin[127]
- 2001 Orionteatern, Stockholm, översättning Britt G. Hallqvist, regi Ulf Friberg & Annika Boholm, med Niklas Ek[128]
- 2001 Royal National Theatre, London, gästspel på Stockholms stadsteater, regi John Caird, med Simon Russel Beale[128]
- 2002 Parkteatern, Stockholm[101]
- 2002 gästspel av Meno Fortas, Litauen[101]
- 2003 Teater Terrier, Malmö[101]
- 2003 Bergslagsteatern, Avesta[101]
- 2003 Angereds teater, Göteborg[101]
- 2003 The Ice Globe Theatre, Jukkasjärvi[101]
- 2004 Shakespeare på Gräsgården, Vadstena, översättning Britt G. Hallqvist, regi Pontus Plænge[129]
- 2004 Stockholms stadsteater[101]
- 2004 Uppsala stadsteater[101]
- 2005 Östgötateatern[101]
- 2006 I skuggan av Hamlet, Dramaten, adaption av Irena Kraus, regi Agneta Ehrensvärd, med Peter Viitanen[68]
- 2006 Shakespeare på Gräsgården, översättning Britt G. Hallqvist, regi Andreas Lindal & Per-Johan Persson[129]
- 2006 Borås stadsteater[101]
- 2007 Romateatern, Gotland, översättning Britt G. Hallqvist, regi Lars Norén, med David Dencik[130]
- 2008 Dramaten, översättning Ulf Peter Hallberg, regi Staffan Valdemar Holm, med Jonas Malmsjö, Stina Ekblad, Örjan Ramberg, Rebecka Hemse & Börje Ahlstedt[68]
- 2008 Spegelteatern, Häringe slott, översättning & regi David Wall[131]
- 2009 Stockholms stadsteater, översättning Britt G. Hallqvist, regi Katrine Wiedemann, med Gustaf Skarsgård & Sven Wollter[132]
- 2012 TO be OR not to be, Östgötateatern, översättning Britt G. Hallqvist, regi Pontus Plænge[133]
- 2013 Länsteatern i Örebro, översättning Britt G. Hallqvist, regi Drit[134]
- 2013 Helsingborgs stadsteater, översättning Britt G. Hallqvist, regi Anu Saari, med Michalis Koutsogiannakis[135]
- 2013 Uppsala stadsteater, översättning Britt G. Hallqvist, regi Linus Tunström, med Claes Ljungmark[136]
- 2014 Stockholms stadsteater, Skärholmen, översättning Britt G. Hallqvist, regi Pontus Stenshäll[137]
- 2015 Teater Jaguar, Göteborg, översättning Carl August Hagberg, regi Lasse Beischer[138]
- 2017 Folkteatern, Göteborg, översättning Magnus Lindman, regi Örjan Andersson[139]
- 2017 Teater Galeasen i samarbete med Dramaten, Stockholm, regi Jens Ohlin, med Hannes Meidal[140]
- 2019 Dramaten översättning Ulf Peter Hallberg, regi Sofia Jupither, med Adam Lundgren, Karin Franz Körlof, Gerhard Hoberstorfer, Bengt Braskered och Thérèse Brunnander[141]
- 2023 Kulturhuset Stadsteatern, Stockholm, översättning Sture Pyk, regi Sunil Munshi, med Silvana Imam, Peter Andersson, Annika Hallin, Leif Andrée, Shebly Niavarani & Isabelle Kyed[142]

## Filmatiseringar (urval)
Hamlet har filmats oerhört många gånger.
- 1900 Le duel d'Hamlet, regi Clément Maurice, med Sarah Bernhardt (kortfilm)
- 1921 regi Svend Gade & Heinz Schall, med Asta Nielsen som en kvinnlig Hamlet utklädd till man (stumfilm)
- 1948 Hamlet, regi Laurence Olivier, med Laurence Olivier & John Gielgud
- 1964 Gamlet, regi Grigorij Kozintsev
- 1990 Hamlet, regi Franco Zeffirelli, med Mel Gibson, Glenn Close, Paul Scofield & Helena Bonham Carter
- 1990 regi Kevin Kline (TV), med Kevin Kline
- 1996 Hamlet, regi Kenneth Branagh, med Kenneth Branagh, Derek Jacobi, Julie Christie, Kate Winslet & Gérard Depardieu
- 2009 regi Gregory Doran, filmatisering av Terry Hands uppsättning med Royal Shakespeare Company, med David Tennant (TV)
- 2014 Haider, regi Vishal Bhardwaj, med Shahid Kapoor & Shraddha Kapoor

## Musik med Hamlet-tema
- Hector Berlioz, Sång La Mort d'Ophélie H. 92b (Op. 18/2), 1848
- Franz Liszt, tondikt Hamlet, 1858
- Niels W. Gade, Uvertyr Hamlet op 37, 1861
- Dmitrij Sjostakovitj, teatermusik till Hamlet op.32 1932, och svit op.32a, 1932
- Björn Afzelius, Sång Elsinore, 1999
- Emilie Autumn, Album Opheliac, 2006
- Elias Faingersh och Victoria Borisova-Ollas, Hamlet – drama för trombon och orkester, 2007

Operor:
- Saverio Mercadante, Amleto, 1:a uppförande 1822
- Franco Faccio, Amleto, 1:a uppförande 1865
- Ambroise Thomas, Hamlet, 1:a uppförande 1868
- Mario Zafred, Amleto, 1:a uppförande 1961
- Humphrey Searle, Die Hamletmaschine, 1:a uppförande 1968
- Sándor Szokolay, Hamlet, 1:a uppförande 1969
- Wolfgang Rihm, Hamlet, 1:a uppförande 1987
- Sergej Slonimskij, Gamlet, 1:a uppförande 1990
- Bengt Markusson, Hamlet, 3:e uppförande 2012